# Dasyscyphus bullii
Dasyscyphus bullii är en svampart som först beskrevs av W.G. Sm. ex Berk. & Broome, och fick sitt nu gällande namn av George Edward Massee 1895. Dasyscyphus bullii ingår i släktet Dasyscyphus och familjen Hyaloscyphaceae.   Inga underarter finns listade i Catalogue of Life.